# Витянис Андрюкайтис
Витянис Повилас Андрюкайтис (на литовски: Vytenis Povilas Andriukaitis) е политик от Литовската социалдемократическа партия.
Роден е на 9 август 1951 година в с. Кюсюр, Якутия, в литовско семейство, заточено там след присъединяването на Литва към Съветския съюз. Семейството успява да се върне в Литва през 1957 година. Той израства в Каунас и завършва медицина във Вилнюския университет през 1975 година.
Включва се в нелегалното движение за независимост, през следващите години неколкократно е арестуван и интерниран. След обявяването на независимостта на Литва е сред създателите на Литовската социалдемократическа партия. Избиран е за депутат, а през 1997 и 2002 година е кандидат за президент. През 2012-2014 година е министър на здравеопазването на Литва.
От 1 ноември 2014 до 30 ноември 2019 година Витянис Андрюкайтис е еврокомисар за здравеопазването и безопасността на храните в Комисията „Юнкер“.